# Eine Prinzessin verliebt sich
Eine Prinzessin verliebt sich ist der Titel eines historischen Spielfilms über die verbotene Liebe zwischen der englischen Prinzessin Mary Tudor und dem Abenteurer Charles Brandon. Der Film wurde erstmals am 23. Juli 1953 unter dem englischen Originaltitel The Sword and the Rose in den Vereinigten Staaten im Kino gezeigt. Basierend auf Charles Majors Roman When Knighthood was in Flower wurde der Film im Vereinigten Königreich auch unter diesem Titel bekannt.

## Handlung
Mary Tudor, die jüngere Schwester des englischen Königs Heinrich VIII., wird während eines Ringkampfes bei Hofe auf den Neuankömmling Charles Brandon aufmerksam. Auf ihre Anregung hin lässt Heinrich Brandon gegen den Herzog von Buckingham antreten und macht ihn nach seinem Sieg zum Hauptmann der königlichen Wache. Brandons großer Traum ist es in die Neue Welt zu segeln. Während Mary sich langsam in ihn verliebt, erkennt sie nicht, dass auch der Herzog von Buckingham ihr den Hof macht. Buckingham ahnt, dass Heinrich sie mit dem alternden König von Frankreich verheiraten will und versucht die Prinzessin für sich zu gewinnen, bevor ein Ehevertrag geschlossen werden kann. Doch Mary, die ihn lediglich als guten Freund betrachtet, weist ihn ab. Sehr zu Buckinghams Missfallen und zum Entsetzen der Königin Katharina von Aragón lädt Mary Charles Brandon zu ihrem Ball ein und lässt sich von ihm die skandalbehaftete Volta beibringen.
Auf einem Jagdausflug gelingt es Mary endlich, mit Charles Brandon allein zu sein. Spielerisch gibt sie ihm den königlichen Befehl, ein Gedicht für sie zu verfassen. Brandon kommt ihrem Wunsch nach und gesteht ihr in Reimen seine Gefühle, erinnert sie aber gleichzeitig daran, dass sie als Prinzessin weit über ihm steht und eines Tages Königin sein wird. Inzwischen macht Buckingham Heinrich gegenüber Andeutungen, dass seine Schwester mehr als nur königliches Wohlwollen für Brandon empfindet. Heinrich treibt nun die Eheverhandlungen mit Frankreich voran und einigt sich nach zähen Verhandlungen mit den französischen Diplomaten. Mary allerdings weigert sich die Botschafter zu sehen, was zu einem Katz-und-Maus-Spiel zwischen ihr und dem wütenden Heinrich ausartet. Wenig später muss Mary erfahren, dass Charles Brandon den Dienst quittiert hat, um in die Neue Welt zu reisen.
Noch völlig fassungslos sieht sie sich Heinrich und den französischen Gesandten gegenüber, die ihr die Werbung ihres Königs überbringen. Mary weist sie mit heftigen Worten zurück und flieht, verkleidet als Page. In Bristol findet sie Charles Brandon und überzeugt ihn, sie in ihrer Verkleidung an Bord des Schiffes zu schmuggeln. Als das Schiff sich in Bewegung setzt, wirft die gesamte Besatzung entsprechend ihrer Tradition ihre Hüte ins Wasser, wobei Mary als Frau enttarnt wird. Da Frauen an Bord Unglück bringen, lässt der Kapitän Mary und Charles zurück an Land bringen. Dort werden sie von Heinrichs Soldaten gefunden und Charles wird verhaftet. Um ihren Geliebten zu retten, erklärt Mary sich bereit, den König von Frankreich zu heiraten. Buckingham kann Heinrich zusätzlich zu dem Versprechen bewegen, dass Mary sich ihren zweiten Ehemann selbst wählen darf. Heinrich stimmt zu, jedoch nur unter der Bedingung, dass Mary dem französischen König eine pflichtbewusste Gattin sein wird und in dieser Zeit keinerlei Kontakt zu Brandon herstellt.
Buckingham besucht Brandon im Gefängnis und bietet ihm eine Chance zur nächtlichen Flucht an. Charles nimmt sie an, wird aber nachts von Buckinghams gedungenen Mördern niedergestochen und in die Themse geworfen. Inzwischen hält Mary in Frankreich den alternden König in Atem und ermutigt ihn zu körperlichen Verausgabungen. Gleichzeitig muss sie sich gegen die Übergriffe des Dauphins zur Wehr setzen. Als ihr Gatte schließlich stirbt und der Dauphin sie zwingen will, ihn zu heiraten, schickt Mary ihre Zofe Margaret nach England, um Hilfe zu holen. Statt des erwarteten Charles Brandon ist es jedoch Buckingham, der sie zur Überfahrt nach England geleitet.
In England finden Lady Margaret und Sir Edwin Caskoden Charles Brandon, der Buckinghams Attentat wider Erwarten überlebt hat. Brandon eilt nach Frankreich, um seiner Geliebten beizustehen. Auf dem Weg zur französischen Küste überbringt Buckingham Mary die Nachricht von Brandons Tod. Zudem versucht der neue König von Frankreich, Heinrich mit der Rückzahlung von Marys Mitgift zu bestechen, um die englische Prinzessin als Ehefrau zu bekommen. Einmal mehr drängt Buckingham Mary, ihn zu heiraten, bevor sie in eine weitere politische Ehe gepresst wird, doch sie weist ihn erneut ab. Es kommt zum Handgemenge, als Charles Brandon erscheint. Er und Mary fliehen zur Küste, wo die Verfolgungsjagd in einen Schwertkampf zwischen ihm und Buckingham gipfelt.
In England steht Heinrich kurz davor, dem Handel der Franzosen zuzustimmen, als Mary zurückkehrt. Sie berichtet ihrem Bruder von den falschen Absichten des französischen Königs und stellt ihm Charles Brandon als ihren frisch angetrauten Ehemann vor. Damit sind alle Hoffnungen auf eine französische Ehe zunichte. Dennoch gewinnt Brandon sofort das Herz seines Schwagers, indem er ihm die zurückgezahlte Mitgift sichert. Auf Marys Bitten hin ernennt Heinrich Brandon zum Herzog von Suffolk, schärft ihm jedoch ein, Mary nach Suffolk zu bringen und dort zu lassen, da sie ihrem Bruder sonst wahrscheinlich noch seine eigenen Ohren abschmeicheln würde.

## Fakt und Fiktion
Wenngleich die Handlung des Films auf historischen Tatsachen beruht – der verbotenen Liebe und heimlichen Heirat Mary Tudors und Charles Brandons –, weicht sie in einigen Punkten von den tatsächlichen Geschehnissen ab.
- Charles Brandon war zu dem Zeitpunkt, als über Marys Eheschließung mit dem französischen König verhandelt wurde, bereits Herzog von Suffolk sowie ein enger Freund und Vertrauter Heinrich VIII.

- Marys versuchte Flucht in die Neue Welt mit Charles Brandon fand nicht statt, ebenso wenig Charles’ Inhaftierung.

- Buckingham versuchte nie die Schwester des Königs zu heiraten oder Charles Brandon ermorden zu lassen.

- Katharina von Aragón und Mary Tudor waren in der Realität eng befreundet.

- Franz I., neuer König von Frankreich, behielt nach Marys Heirat mit Charles ihre Mitgift und zahlte sie nicht zurück.

- Heinrich VIII. war außer sich, als er von Marys Hochzeit mit Charles erfuhr und konnte nur dadurch beschwichtigt werden, dass Mary und Charles versprachen, die nun verlorene Mitgift aus eigener Tasche zurückzuzahlen.

## Hintergrund
Obwohl Charles Majors Roman bereits zweimal verfilmt wurde, war Eine Prinzessin verliebt sich die erste Version in Farbe. Die Aufnahmen fanden in den Pinewood Studios statt. Insgesamt wurden von dem Artdirector und späteren Oscarpreisträger Peter Ellenshaw über 60 Matte Paintings hergestellt.
Nach Robin Hood – Rebell des Königs (Originaltitel: The Story of Robin Hood and His Merrie Men) war Eine Prinzessin verliebt sich Disneys zweiter historischer Film und beim Dreh trafen zum Teil alte Bekannte aufeinander. Ken Annakin und Perse Pearce hatten bereits an Robin Hood mitgearbeitet, Richard Todd und James Robertson Justice jeweils die Rolle des Robin Hood und des Little John gespielt. Für den jungen Patrick Cargill dagegen war Eine Prinzessin verliebt sich der erste Film. Er erhielt eine Nebenrolle als französischer Gesandter. Glynis Johns sollte später an Richard Todds Seite einen weiteren historischen Film mit Walt Disney drehen: Rob Roy, the Highland Rogue.
Als der Film am 23. Juli 1953 unter dem englischen Originaltitel The Sword and the Rose in die Kinos kam, fand er keinen großen Anklang beim Publikum. Britische Kritiker bemängelten die künstlerischen Freiheiten, die sich Walt Disney genommen hatte und kritisierten das Drehbuch als historisch ungenau. Auch das amerikanische Publikum zeigte sich nur mäßig interessiert und der Film war insgesamt kein großer Erfolg. Allerdings lobte die London Times Marys lebhafte Darstellung und Heinrichs königliches Auftreten. Fast ein Jahr später, am 5. März 1954, wurde der Film erstmals in deutscher Übersetzung in der Bundesrepublik ausgestrahlt. Heutzutage ist Eine Prinzessin verliebt sich relativ unbekannt. Auf Rotten Tomatoes erhielt er lediglich eine einzige Bewertung mit der Einschätzung, er wäre „weder historisch noch romantisch“.
Am 11. Januar 1956 wurde der Film unter dem Titel When Knighthood was in Flower in eine zweiteilige Fernsehversion geschnitten. Die erste VHS-Version The Sword and the Rose kam 1985 auf den Markt. Am 5. Januar 1992 erschien eine zweite Edition in der Walt Disney's Studio Film Collection. Ende des Jahres 2010 erfolgte letztendlich eine Veröffentlichung der englischen Originalversion als DVD im Rahmen der Reihe Disney Exclusives.